# West Wind Aviation
West Wind Aviation — колишній канадський авіаційний холдинг зі штаб-квартирою в місті Саскатун (провінція Саскачеван). У січні 2021 року було оголошено, що West Wind Aviation буде об'єднана з Transwest Air і перейменована на Rise Air.
Загальна кількість літаків, що входять в холдинг авіакомпаній складає 21 одиницю.

## Маршрутна мережа
Авіакомпанія ExpressAir холдингу виконує регулярні пасажирські перевезення між містами Саскатун і Реджайна. Північна частина Саскачевана та територія Нунавут обслуговуються перевізником Pronto Airways, який також входить до складу холдингу і є головним конкурентом регіональної авіакомпанії Transwest Air.
- ExpressAir
  - Міжнародний аеропорт Реджайна
  - Міжнародний аеропорт Саскатун імені Джона Р. Діфенбейкера
- Pronto Airways
  - Аеропорт Бейкер-Лейк
  - Аеропорт Прінс-Елберт Гласс-Філд
  - Аеропорт Ранкін-Інлет
  - Міжнародний аеропорт Саскатун імені Джона Р. Діфенбейкера
  - Аеропорт Стоуні-Рапідс
  - Аеропорт Уолластон-Лейк
  - Аеропорт Пойнтс-Норт-Лендінг

## Флот

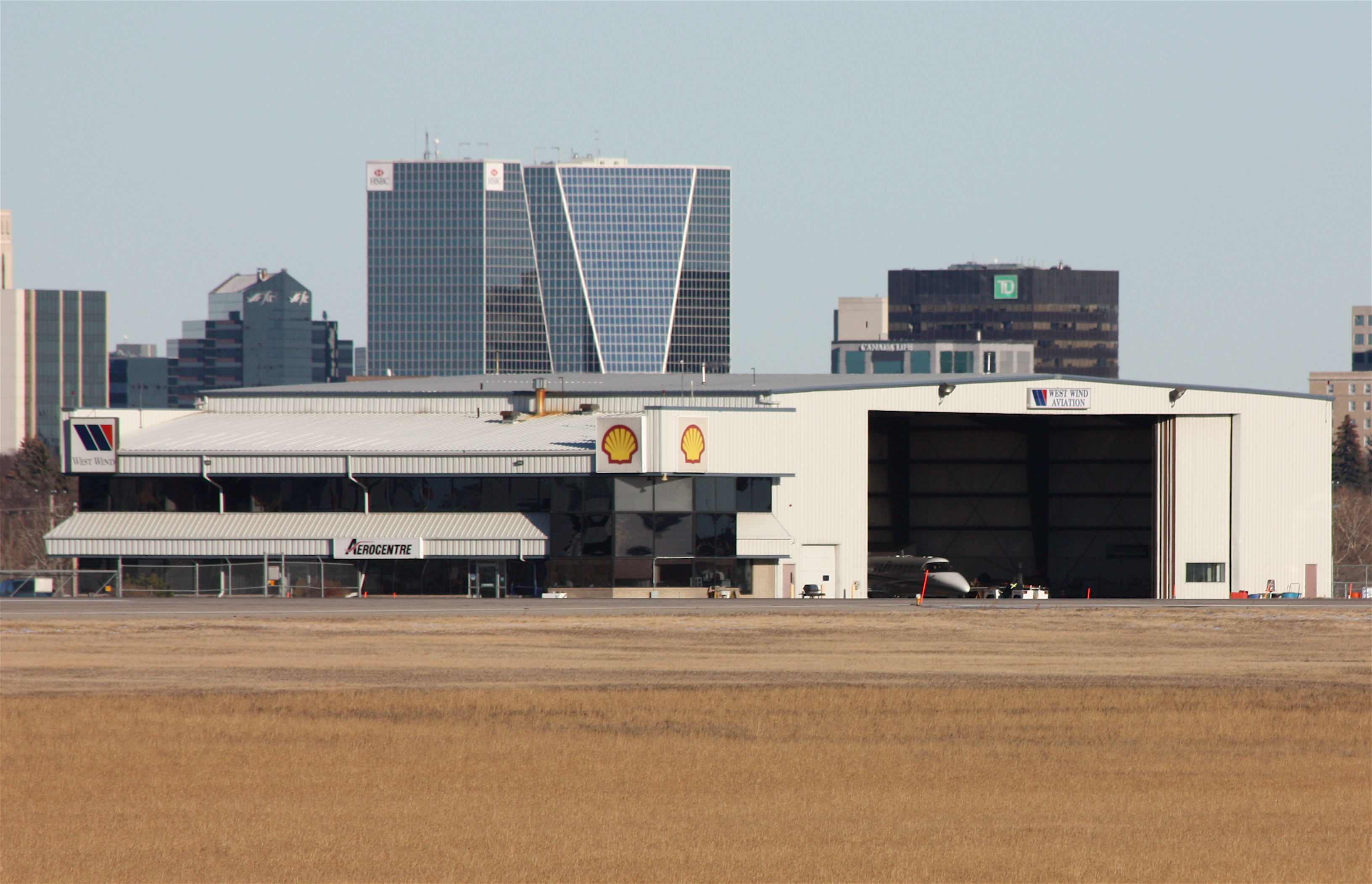
Літаковий ангар West Wind Aviation в Міжнародному аеропорту Реджайна

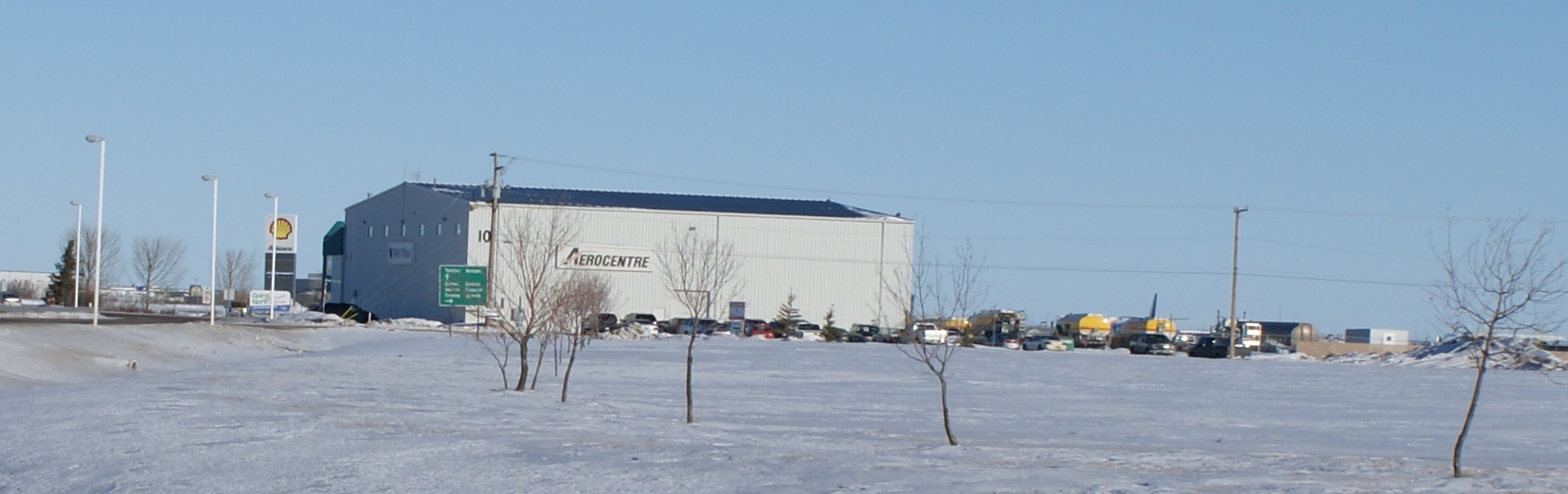
Літаковий ангар West Wind Aviation в Міжнародному аеропорту Саскатун

Станом на листопад 2010 року повітряний флот авіакомпаній холдингу West Wind Aviation становили такі літаки, зареєстровані в Міністерстві транспорту Канади: